# Semaine sainte à Viveiro

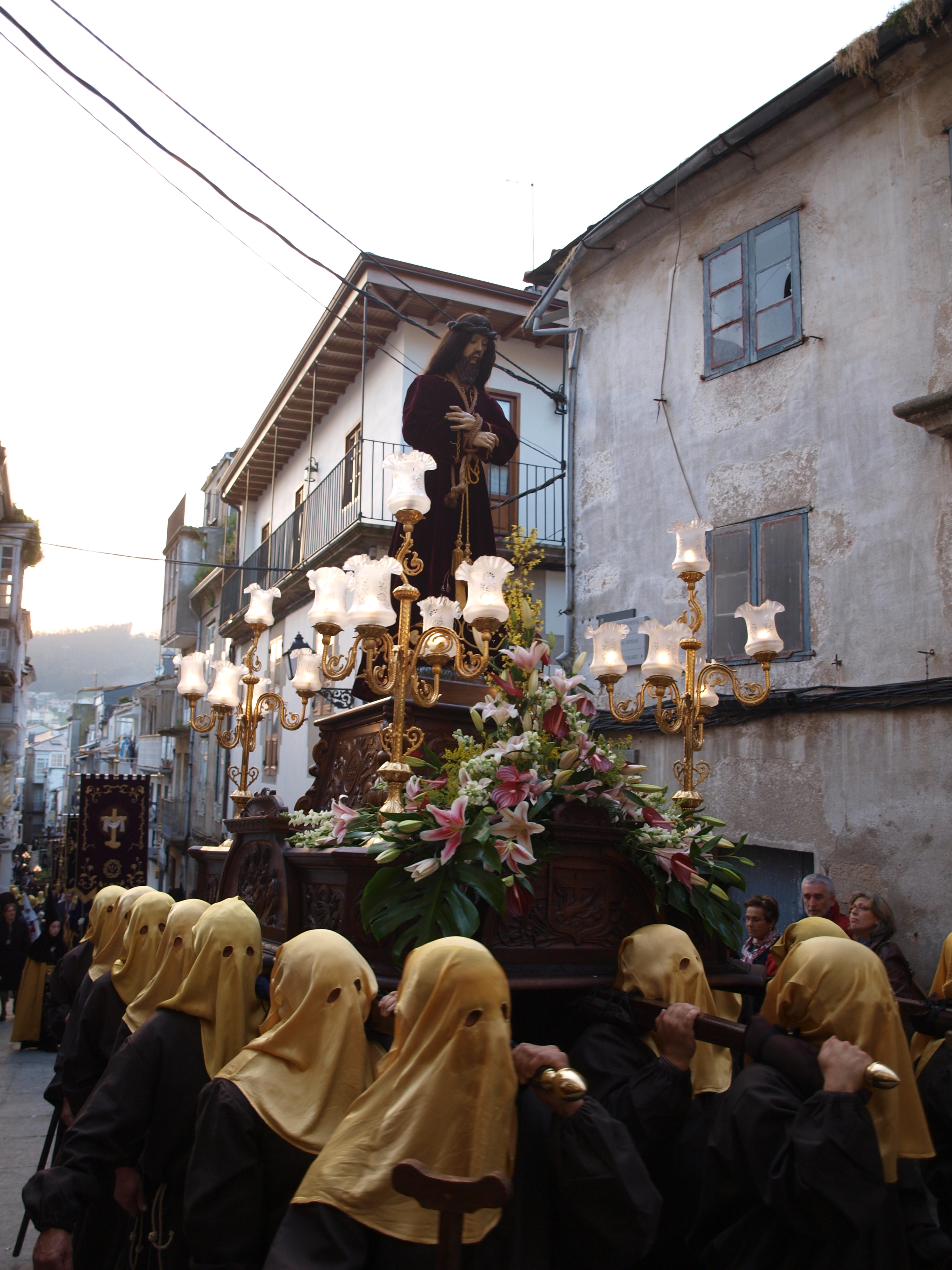
Paso Ecce Homo du 17 avril 2011 ; appelé Ecce Homo dos Franceses (Ecce Homo des Français) en hommage aux Français qui suivant une légende auraient sauvé Viveiro du pillage lors des guerres napoléoniennes

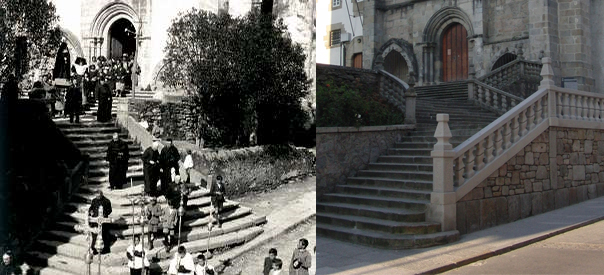
À gauche : procession en 1927 sur les marches de l'église du Convento de San Francisco (Couvent dédié à saint François d'Assise) - à droite : même édifice en 2010.

La Semana Santa de Viveiro (nom officiel), est la célébration religieuse de la semaine sainte à Viveiro, ville de Galice en Espagne.

## Description
Cette semaine rythme le calendrier annuel de la ville, qui vit durant dix jours au rythme des processions. Elle commence le vendredi qui précède le dimanche des Rameaux (le "Vendredi des Douleurs" du calendrier des fêtes religieuses d'avant Vatican II, mais toujours reconnu par Rome sur les lieux où le culte marial se maintient vivace) et s'achève le dimanche de Pâques, commémoration de la résurrection du Christ. Durant ces dix jours dédiés à la Passion du Christ, huit confréries ((en espagnol : jermandades ou cofradías)) sortent en procession dans les rues de la ville.
La Semaine Sainte de Viveiro est l'une des principales attractions de la ville. Chaque année des milliers de visiteurs y viennent, attirés par le caractère unique des cérémonies et manifestations culturelles organisées à Viveiro. Compte tenu de l'intérêt touristique des festivités, la Semana Santa de Viveiro a reçu en 2013 la distinction de fête d'« intérêt touristique international ». 
Chacune des congrégations conduit sur son itinéraire ses pasos, autels portés à dos d'hommes, richement décorés et qui servent de support à des sculptures en bois représentant des scènes de la Passion. Une foule considérable d'Espagnols et d'étrangers, de croyants et de non-croyants se presse dans les rues de la ville pour se recueillir ou simplement admirer le passage de ces imposants cortèges de pénitents, dont certains sont accompagnés de musique.